# Deutscher Gewerkschaftsbund

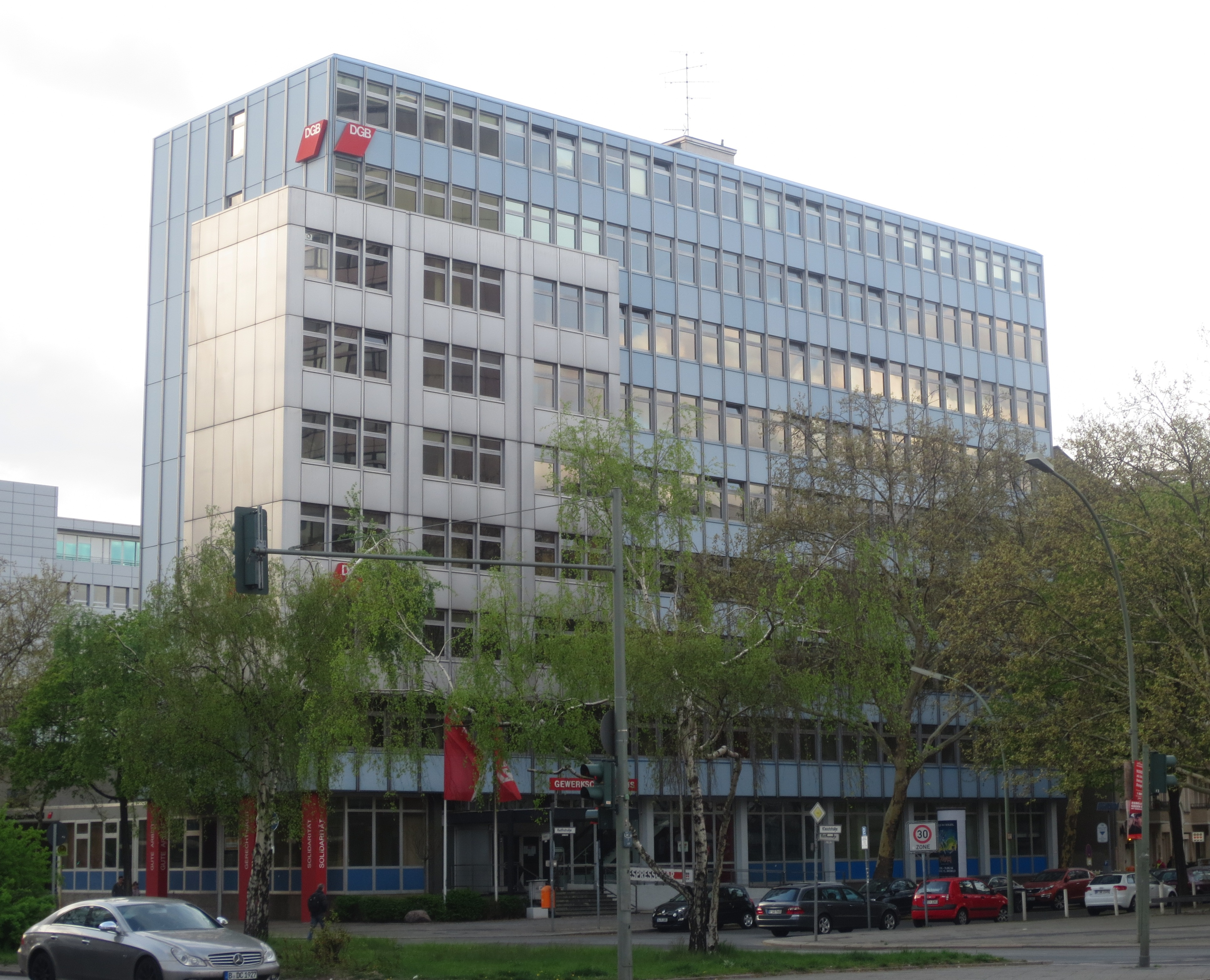
hoofdkantoor in Berlijn

De Deutsche Gewerkschaftsbund (DGB) (Duitse vakbond) is een koepelorganisatie van acht Duitse vakbonden met in totaal 6,2 miljoen leden (2011). De DGB is opgericht op 12 oktober 1949 in München.
De DGB heeft zijn hoofdkwartier in Berlijn en is lid van het Europees Verbond van Vakverenigingen (EVV) en van het Internationaal Vakverbond (IVV).

## Geschiedenis
De eerste Duitse koepelorganisatie van vakbonden was de Generalkommission der Gewerkschaften Deutschlands die op 14 maart 1892 werd opgericht. Deze bestond uit 57 nationale en enkele regionale vakbonden met in totaal 300.000 leden. Na de Eerste Wereldoorlog en de Novemberrevolutie reorganiseerden de Duitse vakbonden zich. Tijdens een congres in Neurenberg van 30 juni tot 5 juli 1919 werd de Allgemeine Deutsche Gewerkschaftsbund (ADGB) opgericht als koepelorganisatie van 52 bonden met meer dan 3 miljoen leden. De ADGB wordt wel gezien als voorloper van de tegenwoordige DGB. Naast de ADGB bestond er tijdens de periode van de Weimarrepubliek ook een DGB. Dit was een kleinere, conservatieve vakbond. Op 2 mei 1933 na de machtsovername door de nazi's werden alle vakbonden gelijkgeschakeld in het Deutsche Arbeitsfront.
Na de Tweede Wereldoorlog werd Duitsland verdeeld in vier bezettingszones. In de Sovjet-bezettingszone werd in februari 1946 de Freie Deutscher Gewerkschaftsbund, de eenheidsvakbond van de latere DDR opgericht. In de Britse zone werd in april 1947 de Deutsche Gewerkschaftsbund opgericht. In de Amerikaanse bezettingszone werden in 1946 de Freie Gewerkschaftsbund Hessen en de Gewerkschaftsbund Württemberg-Baden opgericht en in 1947 de Bayerische Gewerkschaftsbund. In de Franse bezettingszone werden eveneens in 1947 de Gewerkschaftsbund Süd-Württemberg und Hohenzollern, de Badische Gewerkschaftsbund en de Allgemeine Gewerkschaftsbund Rheinland-Pfalz opgericht. Na de vorming van de Bondsrepubliek fuseerden deze bonden in oktober 1949 tot de Deutsche Gewerkschaftsbund.
Net voor de Duitse Hereniging hief de FDGB in de DDR zich op. De vakbonden die deel uitmaakten van de FDGB sloten zich aan bij de bonden uit de Bondsrepubliek.

## Leden
De DGB bestaat uit de volgende vakbonden:
- IG BAU – IG Bauen-Agrar-Umwelt - 305.775 leden = 4,97%
- IG BCE – IG Bergbau, Chemie, Energie - 672.195 leden = 10,92%
- GEW – Gewerkschaft Erziehung und Wissenschaft - 263.129 leden = 4,27%
- IGM – IG Metall - 2.245.760 leden = 36,48%
- NGG – Gewerkschaft Nahrung-Genuss-Gaststätten - 205.637 leden = 3,34%
- GdP – Gewerkschaft der Polizei - 171.709 leden = 2,79%
- EVG - Eisenbahn- und Verkehrsgewerkschaft - 220.704 leden = 3,59%
- ver.di – Vereinte Dienstleistungsgewerkschaft - 2.070.990 leden = 33,64%

Totaal: 6.155.899 leden = 100% (cijfers van 31 december 2011)